# Гаґенбунд

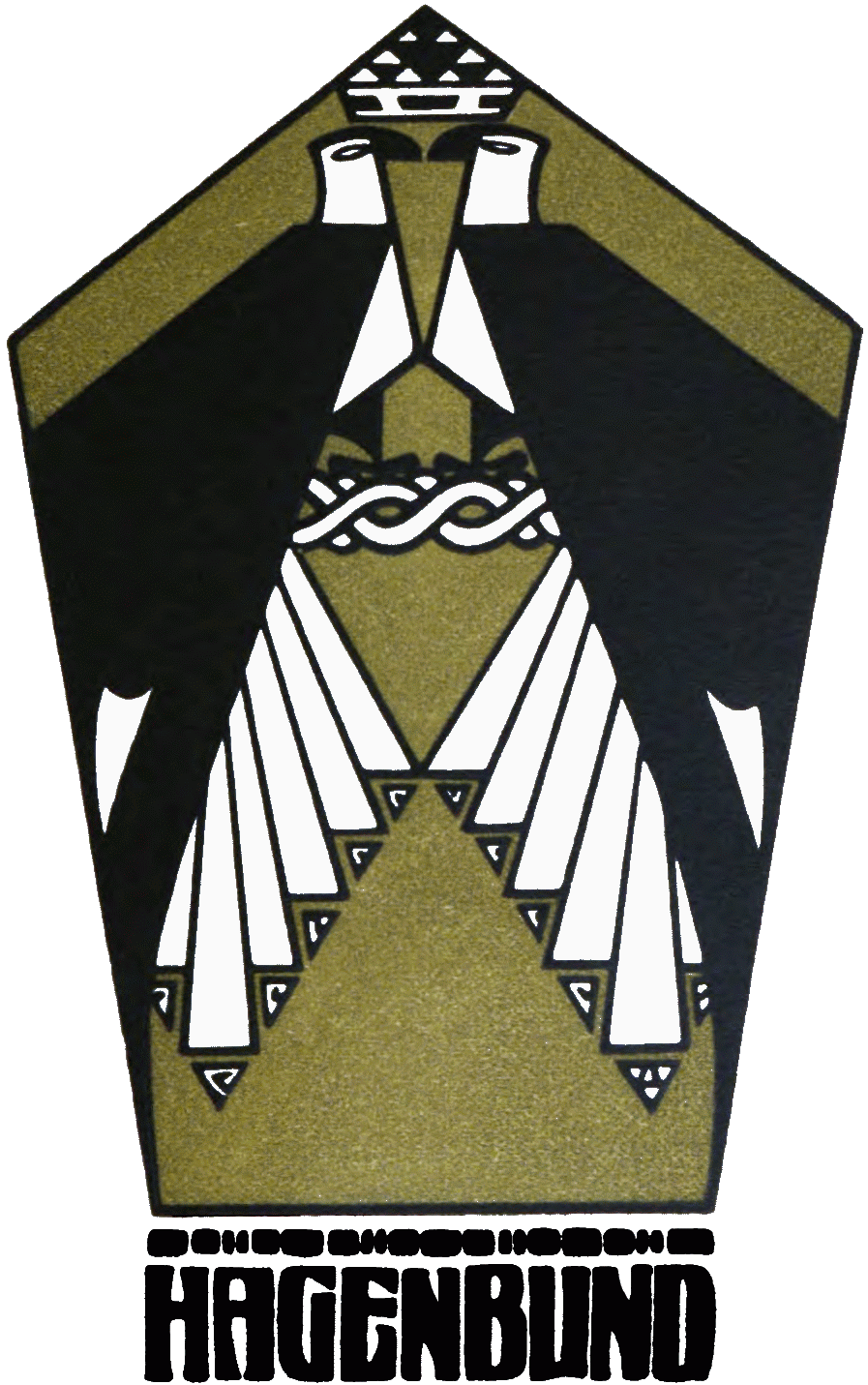
Фронтиспіс каталога виставки Гаґенбунду 1904—1905 роботи Йозефа Урбана

Гаґенбунд або Мистецька спілка Гаґена — група австрійських художників, яка утворилася в 1899 році. Назва групи походить від імені пана Гаґена, власника корчми у Відні, яку вони відвідували.

## Рання історія
Найвидатнішими членами групи на початку були Генріх Лефлер та Йозеф Урбан, які спочатку працювали та виставлялись у консервативному Віденському Кюнстлергаузі, але в один момент, як і Віденська сецесія, повстали проти засилля старої традиції та створили власну організацію.
Гаґенбунд діяв майже десять років у тіні популярного та успішного Сецесіону, і лише в роки після демонстративного виходу групи Клімта із Сецесіону, його членам вдалося виробити більш помірковану, незалежну лінію, в якій головну роль відігравала атмосфера групи.

## Після Першої світової війни
Після 1918 р. формальна мова Гаґенбунду стала домінувати у мистецькій діяльності у Відні, а в 1920-х рр. вона надавала найбільш помітного фокусу новим мистецьким течіям. Серед членів спілки у цей період були Теодор Фрід, Оскар Ляске, Антон Ганак, Кері Гаузер, Ґеорґ Маєр-Мартон, Ґеорґ Меркель, Серґіус Паузер, Фріц Шварц-Вальдеґ, Отто Рудольф Шатц, Альбін Еґґер-Лінц та Оскар Кокошка.
Вони відмежувались як від сецесії, так і від експресіонізму в найважливіших питаннях естетики. Можливо, їм і імопнували пошуки реалізму експресіоністами, але вироблені ними рішення формальної виразності суперечили власним художнім цілям Гаґенбунду.

## Розпуск Гаґенбунду в 1938 році
У березні 1938 р., через кілька днів після аншлюсу Австрії Німецьким райхом, і керівництво, і членство як Гаґенбунду, так і Сецесії виявлось разюче невідповідним до понять нацистської партії. У випадку з Гаґенбундом провідною фігурою був Леопольд Блауенштейнер, тож мистецтво Гаґенбунду було назване занепадницьким або декадентським. Багато єврейських членів Гаґенбунду терміново мусили втікати з Австрії, і майно Гаґенбунду було передане Асоціації візуальних художників. Спілка була розпущена 29 вересня 1938 р.

## Члени та запрошені члени Гаґенбунду
Перелік учасників узято з Chrastek. Перераховано близько 250 художників, архітекторів та дизайнерів інтер'єрів та графіків, але оскільки нацисти знищили архіви Ґаґенбунду у вересні 1939 року, перелік довелося реконструювати, і він може бути неповним. Крім того, трохи менше 1300 запрошених художників виставлялися на виставках в Гаґенбунді. Серед них Едгар Дега, Йозеф Dobrowsky, Рауль Дюфі, Ліонель Файнінґер, Ґергарт Франкль, Себастьян Ісепп, Оскар Кокошка, Жак Ліпшиц, Адольф Лоос, Анрі Матісс, Едвард Мунк, Еміль Нольде, Макс Пехштайн, Пабло Пікассо, Оґюст Ренуар, Оґюст Роден, та Фердинанд Георг Вальдмюллер

### Дійсні члени
- Friedrich Aduatz (1907—1994)
- Artur Oscar Alexander (1876—1953)
- Eduard Amseder (1856—1938)
- Robin Christian Andersen (1890—1969)
- Hugo Baar (1873—1912)
- Rudolph Bachmann (1877—1933)
- Gustav Bamberger (1861—1936)
- Otto Barth (1876—1916)
- Franz Barwig (1868—1931) Sculptor
- Otto Bariedl (1881—1961)
- Hans Sidonius Becker (1895—1945)
- Josep Johann Beyer (1861—1933)
- Leopold Blauensteiner (1880—1947)
- Anton Bleichsteiner (1879—1963)
- Peter Breithut (1869—1930)
- Hans Bren (1900—1974)
- Otto Bruenauer (1877—1912)
- Rudolf Buchner (1894—1962)
- Leopold Burger (1861—1903)
- Alfred Cossmann (1870—1951)
- Wunibald Deininger (1879—1963) Architect
- Leo Delitz (1882—1965). Emigrated to London 1938
- Josef Dobner (1898—1972) Sculptor
- Thomas Dobner (1903—1971). Architect
- Ferdinand Dorsch (1875—1938)
- Richard Drasche-Wartinberg (1850—1923)
- Viktor Echhardt von Eckardsburg (1864—1946)

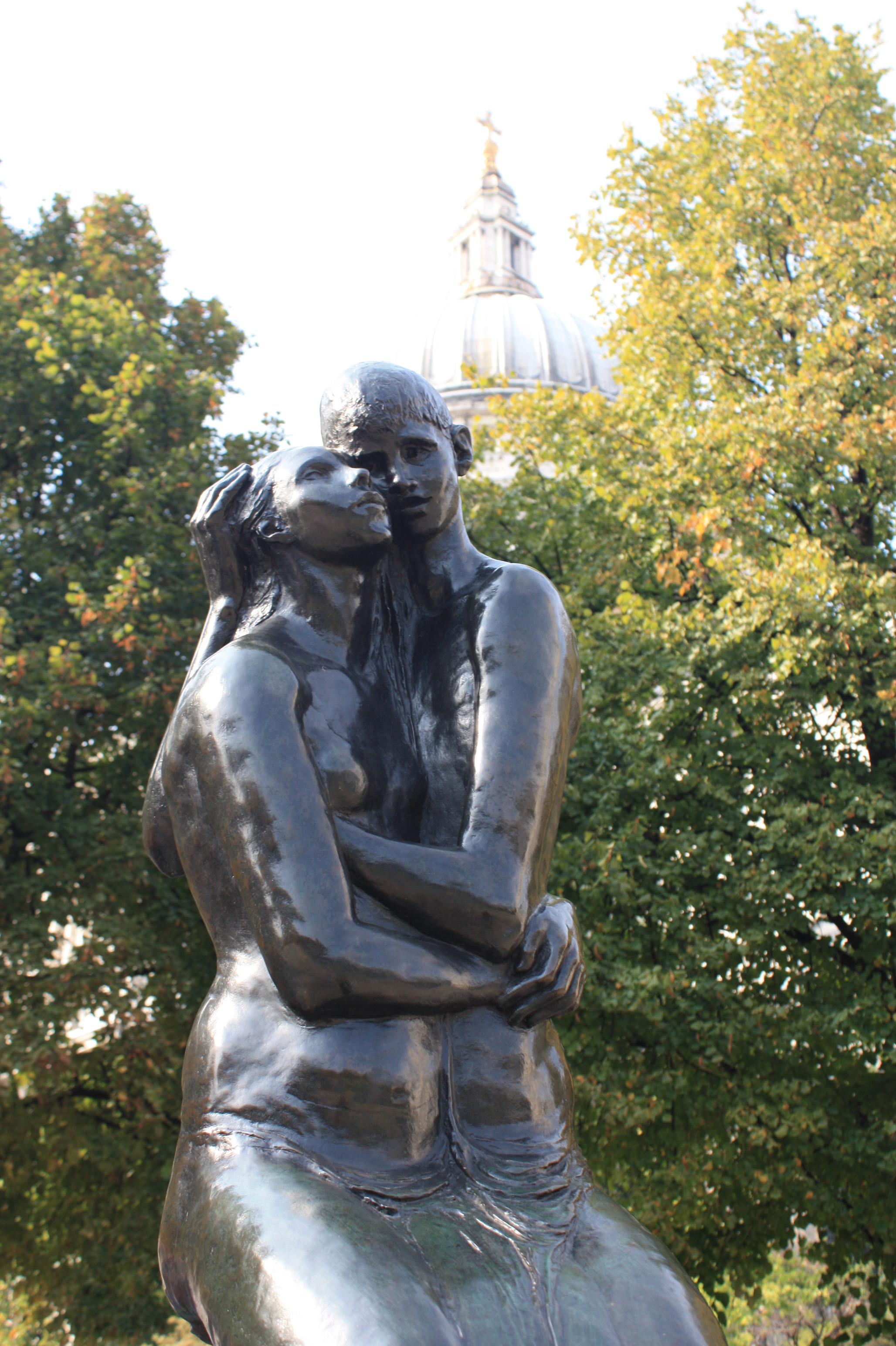
The Young Lovers by George Ehrlich, St Pauls Cathedral Gardens

- Georg Ehrlich (1897—1966) Sculptor and Graphic Artist. Emigrated to England 1937.
- Carl Fahringer (1874—1952)
- Rudolf Fanner (1879—1959) Sculptor
- Oskar Felgel (1876—1957)
- Béni Ferenczy (1890—1967). Sculptor and Graphic artist
- Robert Fink (1878—1950)
- Johannes Fischer (1888—1955)
- Josef Floch (1894—1977) Emigrated to the USA, 1941
- Raoul Frank (1876—1939)
- Theodore Fried (1902—1980) Emigrated to the USA, 1942
- Eduard Gaertner (1890—1966)
- Johann Nepomuk Geller (1860—1954)
- Tibor Gergely (1900—1978) Emigrated to the USA, 1939
- Raimund Germela (1868—1945)
- Jacob Glasner (1879—1942)
- Alexander Demetrius Goltz (1857—1944)
- Leopold Gottlieb (1883—1934)
- Ferdinand Ludwig Graf 1868—1932)
- Adolf Gross (1873—1937)
- Fritz Gross (1895—1969). Emigrated to London 1938
- Karl Josef Gunsam (1900—1972)
- Gustav Gurschner (1873-!970). Sculptor
- Sigmund Walter Hampel. (1867—1949)
- Felix Albrecht Harta(1884—1967)
- Kark Ludwig Hassmann (1869—1933)
- Karl Hauk (1898—1974)
- Carry Hauser (1895—1985)
- Hans von Hayek (1869—1940)
- Fritz Hegenbart (1864—1943)
- Emanuel Franz Hegenbarth (1866—1923)
- Rolf Eugen Heger (1892—1954) Architect
- Wilhelm Hedger (1868—1942)
- Josef Heu (1876—1952)
- Hans Hloucal (1888—1944) Architect and interior designer
- August Hoffmann von Vestenhof (1849—1923)
- Otto Hoffmann (1866- after 1937) Architect and interior designer
- Karl Huck ((1876—1926)
- Josef Humplik (1888—1958) Sculptor
- Bohumír Jaroněk (1866—1933)
- Georg Jung (1899—1957)
- Julius Paul Junghanns (1876—1958)
- Ludwig Heinrich Jungnickel (1881—1965)
- Rudolf Junk (1880—1943)
- Maximilian Kahrer (1878—1937)
- Eduard Kasparides (1858—1926)
- Wilhelm Kaufmann (1895—1975)
- Alfred Keller (1875—1945) Architect
- Theodor Kern (1900—1969)
- Wilhelm Klier (1900—1968)
- Robert Kloss (1889—1950)
- Friedrich von Knapitsch (1880—1962)
- Robert Kohl (1891—1944)
- Rudolf Konopa (1864—1936)
- Ludvík Kuba (1863—1956)
- Gotthardt Kuehl (1850—1915)
- Erwin Lang (1886—1962)
- Carl Olof Larsson (1853—1919)
- Oskar Laske (1874—1951)
- Heinrich Lefler (1863—1919)
- Franz Lerch ((1895—1975) Forced to emigrate to New York in 1939 as his wife was Jewish.
- Hans Letz (1908—1983)
- Alfred Loeb (1885 -before 1945). Died at Prinknash Abbey
- Jacob Low (1887—1968). Emigrated to Palestine in 1939.
- Adolf Luntz(1875—1924)
- Richard Lux (1877—1939)
- Karl Markus (1899—1974)
- Georg Mayer-Marton (1897—1960) Emigrated in 1938 to England and died at Liverpool
- Karl Mediz (1868—1945)
- Georg Merkel (1881—1976)
- Ferdinand Michl (1877—1951)
- Fritz Berthold Neuhaus (1882- ?after 1950)
- Robert Oerley (1876—1945) Architect, designer and artist
- Karl O'Lynch von Town (1869—1942)Karl O'Lynch, Alm Landschaft
- Ernst Paar (1906—1986)
- Robert Pajer-Gartegen (1886—1944)

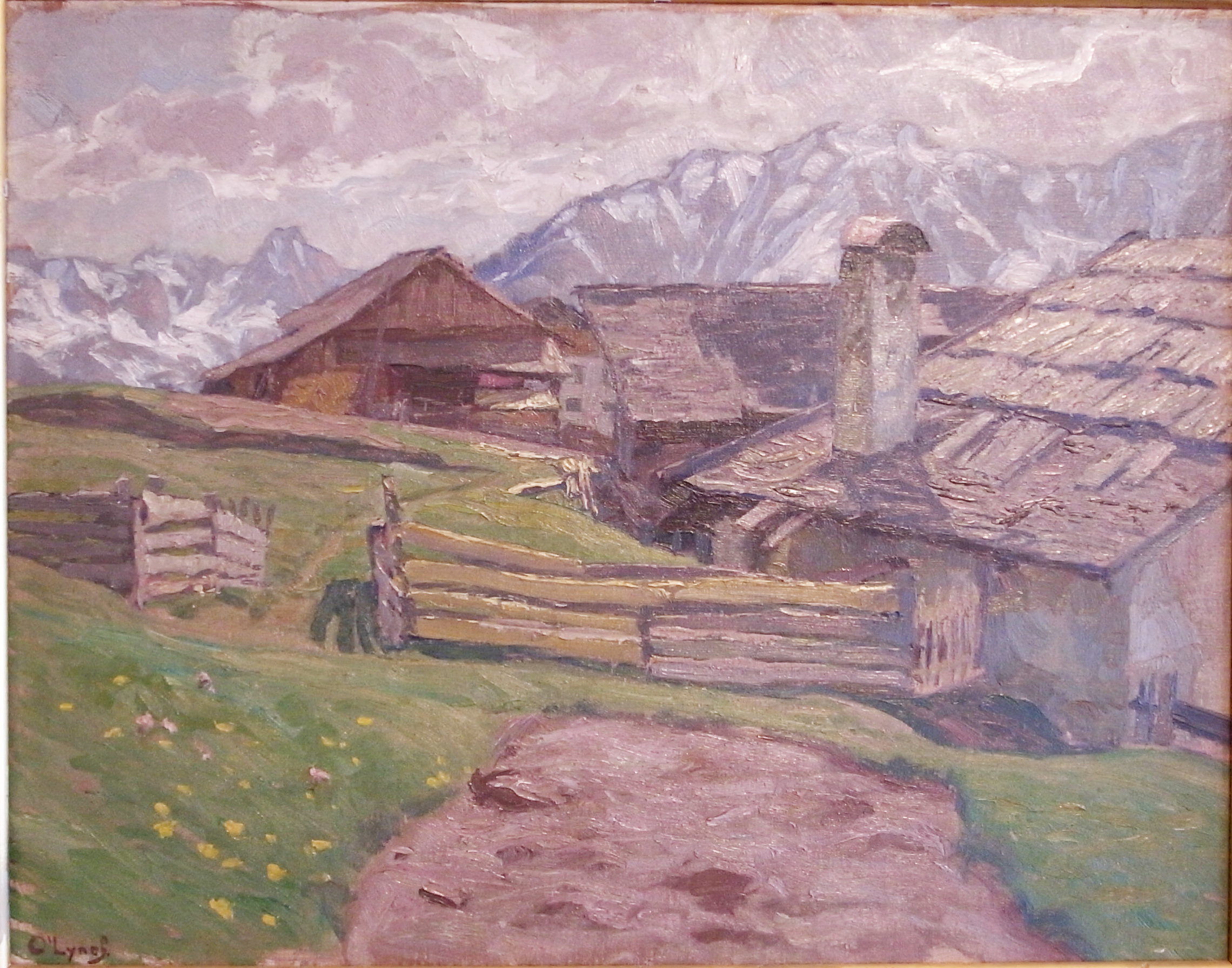
Karl O'Lynch, Alm Landschaft

- Gino Parin (1876—1944) Died at Bergen-Belsen
- Clemens von Pausinger (de) (1855—1936)
- Ernst Payer(1862—1937)
- Anton Peschka (1885—1940)
- Georg Pevetz (1983—1971)
- Robert Phillipi (1877—1959)
- Karl Pippich (1862—1932)
- Viktor Planckh (1904—1941)
- Rudolf Pointner (1907—1991)
- Franz Polzer (1875—1930) Architect
- Heribert Potuznik (1910—1984)
- Michael Powolny (1871—1954) Potter and sculptor
- Lois Pregartbauer (1899—1971)
- Alfons Purtscher (1885—1962)
- Friedrich von Radler (1876—1942)
- Hans Ranzoni der Ältere (1868—1956)
- Johann Rathausky (1858—1912)
- Maximilian Reinitz (1872—1935)
- Paul Johann Ress (1878—1952)
- Albert Reuss (1889—1975)
- Heinrich Revy (1883—1949)
- Ferdinand von Rezniček (1868—1909)
- Gottfried Richter (1904—1968)
- Thomas Riss (1871—1959)
- Augustin Roth (1864—1952)
- Josef Karl Rumpold (1893—1943)
- Herbert Schaffgotsch (1860—1943)
- Emerich Schaffran (1883—1962)
- Otto Rudolf Schatz (1900—1961)
- Robert Schiff (1869—1935)
- Ferdinand Schirnböck (1859—1930)
- Fritz Schwarz-Waldegg (1889—1942}
- Alois Leopold Seibold (1879—1951)
- Kazimierz Sichulski (1879—1942)
- Rudolf Sieck (1877—1957)
- Imre Simay (1874—1955)
- Ferdinand Staeger (1880—1976)
- Heinz Steiner (1905—1974)
- Karl Stemolak (1875—1954)
- Josef Straka (1864—1946)
- Ferdinand Stransky (1904—1981)
- Theodor Stundl (1875—1934)
- Eugen Sturm-Skrla (1894—1943)
- Emil Strecker (1841—1925)
- Maximilian Suppantschitsch (1865—1953)
- Josef Tautenhayn (1837—1911)
- Franz Thiele (1868—1945)
- Eduard Thöny (1866—1950)
- Viktor Tischler (1890—1951)
- Heinrich Tomec (1863—1928)
- Rudolf Tropsch (1870-?) Architect and furniture designer
- Joseph Urban (1872—1933) Architect, Opera designer
- Henryk Uziembło (1879—1949)
- Ernst Wagner (1877—1951)
- Alfred Wesemann (1874-?)
- Konrad Widter (1861—1904)
- Karl Alexander Wilke (1879—1954)
- Hans Wilt (1867—1917)
- Wilhelm Wodnansky (1876—1958)
- Georg Philipp Wörlen (1886—1954)
- Heinrich Zita (1882—1951)
- Alfred Zoff (1852—1927)
- Anders Zorn (1860—1920)
- Heinrich von Zügel (1850—1941)
- Ludwig von Zumbusch (1861—1927)

### Екстраординарні члени
Це жінки-мисткині, які починаючи від 1924 року могли брати учать у дискусіях і виставлятися, але не мали права голосу.
- Anna Lesznai (1885—1966)
- Bettina Ehrlich (1903—1985)
- Hermine Aichenegg (1915—2007)
- Anny Schröder-Ehrenfest (1898—1972)
- Elsa Kalmár von Köveshazi (1876—1956)
- Frieda Salvendy (1887—1968)
- Hildegard Jone-Humplik (1891—1963)
- Johanna Kampmann-Freund (1888—1940)
- Lilly Steiner (1884—1961)
- Maria Fischer (1886—1955)
- Nora Purtscher-Wydenbruck (1894—1959)
- Franziska Zach (1900—1930)[5]

### Члени-кореспонденти
- Georg Wrba (1872—1939)
- Jan Štursa (1880—1925)
- Hugo Boettinger (1880—1934)

### Запрошені члени
- Anton Faistauer (1887—1930)
- Anton Kolig (1886—1950)
- Ernst Stöhr (1860—1917)
- Franz Wiegele (1887—1944)
- Georg Gerlach (1874—1962)
- Helene Funke (1869—1957)
- Leopold Forstner (1878—1936)
- Oskar Kokoschka (1886—1980)
- Stephanie Hollenstein (1886—1944)
- Trude Waehner (1900—1979)

## Подальше читання
- - Boeckl M. et al (2014), Hagenbund: A European Network of Modernism, 1900 to 1938, Hirmer on behalf of the Belvedere, Vienna. ISBN 978-3-7774-2274-9.
  - Chrastek P et al (2016), Expressionism, New Objectivity and Prohibition: Hagenbund and its artists, Vienna 1900—1938, Wien Museum.